# Turin Brakes
I Turin Brakes sono un gruppo alternative rock inglese, fondato nel 1999 da Olly Knights (chitarra e voce) e Gale Paridjanian (chitarra e voce). Da molti anni, si sono uniti a loro Rob Allum (batteria) e Eddie Myer (basso).

## Storia
Il duo si è formato in seguito all'amicizia tra Olly Knights e Gale Paridjanian nata durante un corso per scrivere musica per colonne sonore di film.
Olly e Gale hanno rivelato in un'intervista che il nome "Turin Brakes" non ha alcuna attinenza con la città di Torino (che il duo ha visitato per la prima volta a luglio del 2010 per un concerto). Semplicemente, a detta del duo, il nome suonava bene e non ha alcun significato particolare.
La caratteristica fondamentale della loro musica è una base acustica formata da veloci accordi di chitarra folk.
Nel 1999 pubblicano su vinile l'EP The Door con soli quattro pezzi. E la critica si accorge immediatamente di loro. Passano due anni di concerti in giro per il Regno Unito e gli USA e finalmente pubblicano The Optimist LP, il loro primo album.
Il successo mondiale arriva nel 2003 con la pubblicazione dell'album Ether Song che contiene il singolo di gran successo Pain Killer.
All'uscita dell'album segue un tour trionfale con centinaia di date in tutto il mondo (parecchie date, tra cui quelle italiane, come band di supporto ai Coldplay).
Costruiscono un loro studio di registrazione in una ex cascina nel quartiere di Brixton a sud di Londra. È il luogo dove registrano il loro terzo album di inediti uscito nel 2005 a cui fanno seguire un tour mondiale che predilige i piccoli locali nell'ottica delle belle serate di buona musica senza gli eccessi dello star system.
La band ha trascorso la metà del 2006 scrivendo nuove canzoni, occasionalmente eseguendo dal vivo in alcuni concerti nel Regno Unito. La band ha svolto un tour intimato nel novembre del 2006 per presentare il nuovo materiale. Nel gennaio del 2007 la band è ritornata in studio per registrare il quarto album insieme al produttore Ethan Johns. Dopo tre settimane il gruppo si prese una pausa, ma le sessioni vennero ripristinate diverse settimane dopo nel grande studio (anche a Londra). Nel marzo del 2007, la band ha ufficialmente annunciato di aver terminato la registrazione di tutte e 17 le canzoni. Il relativo album, Dark on Fire, è stato pubblicato in Gran Bretagna nel settembre del 2007, preceduto dal singolo disponibile solo in download Stalker. Il 14 gennaio, un altro singolo solo in download è stato pubblicato: Something In My Eye. Il lato B comprendeva la cover di una canzone di Cat Stevens Here Comes My Baby.
Nella primavera del 2008, parteciparono all'Hotel Cafe Tour ospitati da Tom McRae.
Tra il 2010 e il 2018 la band ha prodotto ben quattro album a cui hanno fatto seguito altrettanti interessanti tour.
Nel 2020 si sono uniti in una collaborazione con Phil Ramocon (già musicista con i Talk Talk e Jimmy Cliff). Il progetto ha preso il nome di Lounge at the Edge of Town che identifica sia la band che il relativo album.

## I componenti
- Olly Knights - voce, chitarra
- Gale Paridjanian - voce, chitarra
- Rob Allum - batteria
- Eddie Myer - basso

## Discografia

### Album
- 2001 The Optimist LP
- 2003 Ether Song
- 2004 Late Night Tales: Turin Brakes (DJ mix album)
- 2005 JackInABox
- 2005 Live at the Palladium (digital download)
- 2007 Dark on Fire
- 2009 Bottled At Source: The Best Of The Source Years
- 2010 Outbursts
- 2012 The Optimist Live
- 2013 We Were Here
- 2016 Lost Property
- 2018 Invisible Storm
- 2022 Wide-eyed Nowhere
- 2024 The Optimist LP

### Remix
- 2004 - Late Night Tales: Turin Brakes

### EP
- 1999 - The Door EP
- 2000 - The State of Things EP
- 2000 - Fight or Flight
- 2005 - NapsterLive
- 2005 - The Red Moon EP
- 2007 - Something Out Of Nothing EP
- 2010 - Everybody Knows Every Day's a Wicked Black Game EP

### Singoli
| Anno | Canzone                       | Etichetta | Formato   | Album           | Classifica UK |
| ---- | ----------------------------- | --------- | --------- | --------------- | ------------- |
| 2001 | "The Door"                    | Source    | 12"/7"/CD | The Optimist LP | 67            |
| 2001 | "Underdog (save me)"          | Source    | 7"/CD     | The Optimist LP | 39            |
| 2001 | "Mind Over Money"             | Source    | 7"/CD     | The Optimist LP | 31            |
| 2001 | "Emergency 72"                | Source    | 7"/CD     | The Optimist LP | 41            |
| 2002 | "Long Distance"               | Source    | 7"/CD     | Ether Song      | 22            |
| 2003 | "Pain Killer"                 | Source    | 7"/CD     | Ether Song      | 5             |
| 2003 | "Average Man"                 | Source    | 7"/CD/DVD | Ether Song      | 35            |
| 2003 | "5 Mile (These Are the Days)" | Source    | 7"/CD     | -               | 31            |
| 2005 | "Fishing for a Dream"         | Source    | 7"/CD     | Jackinabox      | 32            |
| 2005 | "Over and Over"               | Source    | 7"/CD     | Jackinabox      | 62            |
| 2007 | "Stalker"                     | Source    | Download  | Dark on Fire    | N/A           |
| 2008 | "Something In My Eye"         | Source    | Download  | Dark on Fire    | N/A           |
| 2010 | "The Sea Change"              | Source    | Download  | Outbursts       | N/A           |
| 2016 | "Keep Me Around"              | Source    | Download  | Lost Property   | N/A           |
| 2018 | "Video Games"                 | Source    | Download  | -               | N/A           |

### Raccolte
| Anno | Raccolta                                       | Traccia                |
| ---- | ---------------------------------------------- | ---------------------- |
| 2001 | The Album Vol. 1                               | "The Door"             |
| 2001 | Reloaded Vol. 3                                | "Underdog (Save Me)"   |
| 2002 | Acoustic Vol. 1                                | "Underdog (Save Me)"   |
| 2002 | The Album Vol. 4                               | "Underdog (Save Me)"   |
| 2002 | Acoustic Vol. 2                                | "Emergency 72"         |
| 2003 | Love Music Hate Racism                         | "Angel of the Morning" |
| 2004 | The Best Bands 2004                            | "Painkiller"           |
| 2004 | Music From the OC: Mix 1                       | "Rain City"            |
| 2004 | The Best Bands in the World...Ever             | "Long Distance"        |
| 2005 | The Album: Music From EMI                      | "Painkiller"           |
| 2005 | The Album Vol. 6                               | "Fishing For a Dream"  |
| 2005 | Acoustic Vol. 5                                | "Future Boy"           |
| 2005 | NME Presents The Essential Bands               | "Fishing For a Dream"  |
| 2005 | Ministry of Sound's Chillout Sessions 5        | "Feeling Oblivion"     |
| 2006 | The Last Kiss Soundtrack                       | "Painkiller"           |
| 2006 | The Acoustic Album                             | "Pain Killer"          |
| 2007 | The Songs                                      | "Pain Killer"          |
| 2007 | The Saturday Sessions: The Dermot O'Leary Show | "Breaking the Girl"    |

## Collegamenti
- Sito ufficiale, su turinbrakes.com.